# Simbang Kulon
Simbang Kulon is een bestuurslaag in het regentschap Pekalongan van de provincie Midden-Java, Indonesië. Simbang Kulon telt 7757 inwoners (volkstelling 2010).